# Валерий Брайнин
Вале́рий Бори́сович Бра́йнин (също Ви́лли Бра́йнин и Бра́йнин-Па́ссек) е руско-немски поет и преводач, есеист, културолог, музиколог, музикален педагог, изобретател, композитор.

## Биография и творчество
Вале́рий Бори́сович Бра́йнин' е роден на 27 януари 1948 г. в гр. Нижни Тагил, СССР.
Син на австрийския политемигрант Борис Брайнин (псевдоним Sepp Österreicher, 1905 – 1996), който произхожда от известната виенска еврейска фамилия Brainin.
Родът Брайнин е дал много известни личности на световната наука и култура: еврейският писател Рувим Брайнин (1862 – 1939), американският поет Фриц (Фредерик) Брайнин (1913 – 1992), австрийският поет и журналист Харалд Брайнин (1923 – 2006), цигуларят Норберт Брайнин от квартет „Амадеус“, австрийската психоаналитичка и писателка Елизабет Брайнин.
Майката на Валерий Брайнин – Ася Брайнина (по баща Пасек, 1919 – 2005) е детска лекарка.
В. Брайнин получава многостранно образование – теория на музиката, композиция, лингвистика и математика.
Музикалното му творчество обхваща оркестрова, камерна и театрална музика.

## Научна дейност
Брайнин е автор на музикално-педагогическия метод „Развитие на музикалния интелект у децата“, базиращ се на идеи от семиотиката, теория на информацията, структурната лингвистика на детската психология (Ж. Пиаже, Л. Виготски), а също така на идеи, инспирирани от практическите методи за развитието на музикалния слух и музикалното мислене: „абсолютен“ солфеж (солфеж с абсолютните имена на тоновете), релативна солмизация (солфеж с относителните имена на тоновете) (John Curven, Agnes Hundoegger, Золтан Кодай, Карл Орф, Рихард Мюних), метод „Стълбицата“ на Борис Тричков, а така също ритмична солмизация (Galin–Paris–Cheve, Edvin Gordon).
Основната цел на метода на Брайнин е развитието на музикалното възприятие у потенциалния слушател на сериозна музика, а също и на професионалния музикант.
Известната композиторка София Губайдулина казва, че Брайнин намира един великолепен начин за проникване в детската психика и развива конкретен метод, който „да извади“ таланта и възможностите, заложени у детето.
Брайнин работи също така в областта на микрохроматиката и в областта на цветния слух.
Брайнин е известен със своите публикации, посветени на постмодернизъма. Той е включващо авторът на философската концепция „Нова класика“.

## Педагогическа и обществена дейност
В. Брайнин е известен детски педагог по пиано. Сред учениците му има много лауреати на национални и международни конкурси. 

Въпреки това, неговата основна дейност му е „Развитие на музикалния интелект у децата“. В периода 1974 – 1990 преподава в Музикален колеж в Тираспол и в Московското средно музикално училище „Гнесини“ (сега Руска академия за музика „Гнесини“); гост професор във Висшето музикално училище във Виена (1992), Висшето музикално училище „Моцартеум“ в Залцбург (1993) и др.
Инициатор, организатор и координатор на Международния музикален конкурс Classica Nova™ 
 за музика на 20. век, първото издание на който, е посветено на Дмитрий Шостакович – Хановер, 1997 г. – признава  в книгата за рекорди на Гинес като най-големия музикален конкурс.
В.Брайнин е президент на руската секция на ISME (Международно общество за музикално образование на ЮНЕСКО)  и артистичен директор на Музикално училище „Брайнин“ в Хановер, Бакнанг, Халтерн-ам-Зее, Бикенбах – Германия.

## Литературна дейност
Като поет и преводач публикува в различни списания – „Дружба народов“, „Знамя“, „Огонек“, „Новый мир“ (Русия), „Partisan Review“ (САЩ) и др.
- Брайнин-Пассек, В. К нежной варварской речи. Стихотворения. Составитель Михаил Безродный. Предисловие Юрия Арабова. – СПб.: Алетейя, 2009. – 94 c. – (Серия „Русское зарубежье. Коллекция поэзии и прозы“). ISBN 978-5-91419-277-5

В периода 1991 – 2000 г. редовно сътрудничи с есета на радио „Свободна Европа“ и Би Би Си.
Архивът на В. Брайнин се съхранява в Университета в Бремен.
Научните трудове и есеистиката му са преведени и публикувани в Австрия, Италия, Германия, Нидерландия, Франция, РЮА и др.